# Acianthera mendozae
Acianthera mendozae é uma espécie de orquídea (Orchidaceae) que existe na Bolívia.

## Publicação e sinônimos
- Acianthera mendozae Luer, Selbyana 30: 1 (2009).